# Klaus Heuser

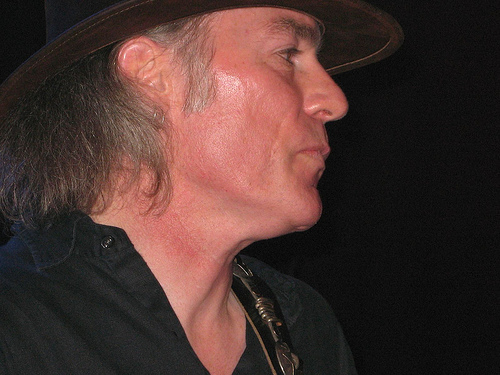
Heuser in 2006

Klaus Heuser (Leverkusen, 27 januari 1957) is een Duitse gitarist en producent. Hij is ook bekend onder zijn bijnaam 'Major Healey' of 'Major'. Heusers voorbeelden zijn de Rolling Stones met in het bijzonder gitarist Keith Richards, Eric Clapton en de Golden Earring.
Klaus Heuser werd vooral populair als songwriter en gitarist bij de Keulse band BAP. Vanaf 1980 tot 1999 vormt hij samen met de 6 jaar oudere Wolfgang Niedecken de kern van BAP. Tussen  intellectueel en tekstschrijver Wolfgang Niedecken en rock-gitarist en songwriter Klaus Heuser bestond een gezonde spanning die net als bij hun voorbeelden Lennon/McCartney en Jagger/Richards tot goede muziek leidt. De rock-riffs van Heuser vormden een goed contrast tegen de poëtische en politiek geëngageerde Niedecken. Voor BAP schreef Klaus Heuser nummers als „Ne schöne Jrooß“, „Jraaduss“, „Frau ich freu mich“, „Verdamp lang her“, „Kristallnaach“, „Alles em Lot“,  „Nix wie Bessher“. 
Eind jaren 80, wanneer BAP een pauze neemt, verblijft Klaus Heuser enige tijd in Los Angeles, waar hij een tijd in het huis van Roger Taylor, de drummer van Queen, woont. Hier krijgt hij het produceren van muziek onder de knie en vanaf die tijd produceert Klaus Heuser de albums van BAP. Wanneer drummer Manfred 'Schmal' Boecker en bassist Steve Borg voor de opnames van 'Amerika' BAP in 1996 verlaten, speelt Klaus Heuser ook met die gedachte, want dan zou hij zich helemaal op het produceren van muziek kunnen richten. Vlak voor kerst van 1998 kondigt hij zijn afscheid aan bij Wolfgang Niedecken. Het album 'Comics & pinups' was toen net klaar, maar moest nog verschijnen. Klaus Heuser nam nog wel deel aan de gebruikelijke tour in 1999 en nam daarna afscheid om zich op het produceren te gaan richten.
In februari van 2006 verschijnt Heusers eerste soloalbum 'Major & Suzan', dat hij samen met de Berlijnse zangeres Susanne Werth heeft opgenomen.